# Faisal Al-Dakhil
Faisal Al-Dakhil (13 agosto 1957) è un ex calciatore kuwaitiano, di ruolo attaccante.

## Carriera

### Nazionale
È stato il primo marcatore della storia del Kuwait in un campionato del mondo, gol segnato nel 1982 contro la Cecoslovacchia per uno storico pareggio. Nella rassegna iridata di quell'anno giocò interamente tutti e tre gli incontri.
Ha disputato anche i Giochi olimpici del 1980, dove la squadra asiatica raggiunse a sorpresa i quarti di finale, e la vittoriosa Coppa d'Asia 1980.

## Palmarès

### Nazionale
- Coppa d'Asia: 1

Kuwait 1980